# یک قهرمان کاملاً جدید
یک قهرمان کاملاً جدید (انگلیسی: A Brand New Hero) یک فیلم کوتاه کمدی به کارگردانی و بازیگری راسکو آرباکل است که در سال ۱۹۱۴ منتشر شد.